# Ateneo Español de México
El Ateneo Español de México es una institución cultural fundada en la Ciudad de México en 1949 para promover la cultura y ciencia española en México. Creada por la comunidad española exiliada a raíz de la Guerra Civil Española. Desde abril de 2023 el presidente electo de su Mesa Directiva es Juan Luis Bonilla Rius.

## Historia
El exilio de gran cantidad de intelectuales españoles derivado de la Guerra Civil Española y recibida en México por el presidente Lázaro Cárdenas del Río generó una gran actividad cultural española que requería de especialización y focalización. Algunas de las primeras asociaciones en fundarse fueron de médicos exiliados. Así, en 1942 se creó el Ateneo Ramón y Cajal con el objeto de la evaluación profesional y la homologación de los títulos de los galenos para poder ejercer su actividad en México. Esta institución fue presidida por Manuel Márquez Rodríguez, y fue el antecedente del Ateneo Español de México.
El Ateneo Ramón y Cajal, si bien enfocado al gremio médico, permitía el ingreso a otras clases de científicos pero dejaba de lado algunos otros aspectos intelectuales de los exiliados españoles. En este sentido, fue grande la influencia de una sociedad intelectual conocida como Los Amigos de Las Españas, así como la del escritor mexicano Alfonso Reyes Ochoa, por entonces presidente del El Colegio de México, institución surgida también a partir del exilio, y ambos promovieron e impulsaron la ampliación de los objetivos de este primer ateneo. Con estas intenciones y tras varias reuniones, el 4 de enero de 1949, se creó el Ateneo Español de México en la Ciudad de México, y se escogió como sede el edificio ubicado en el número 26 de la calle Morelos.
En la fundación del ateneo siguió los parámetros de su antecesor el Ateneo Ramón y Cajal, pero se creó con cinco secciones que pretendían abordar toda la vida intelectual:
- Sección de Artes Plásticas;
- Sección de Ciencias, Matemáticas, Físico-químicas y Naturales;
- Sección de Filosofía, Economía e Historia;
- Sección de Literatura;
- Sección de Música, Teatro, Cine y Radio.

Fue su primer presidente el doctor Joaquín D’Harcourt.

## Objetivos
En la actualidad, de acuerdo con sus Estatutos el Ateneo Español de México, A.C., tiene por objetivo:
- I. Promover, difundir, preservar y expandir su acervo documental, bibliográfico, literario, de artes plásticas y demás aspectos históricos del exilio republicano español.
- II. Organizar actividades culturales en torno al exilio republicano español y otros temas afines, así como preservar y difundir la cultura latinoamericana, en general, y la de México y España, en particular, respetando siempre el libre examen y la discusión de las ideas. Realizar en los ámbitos de su competencia proyectos propios y/o con instituciones afines, dirigidos a la educación, capacitación y formación de los asociados, de los amigos del Ateneo y del público en general.